# Marienkapelle (Ertingen)

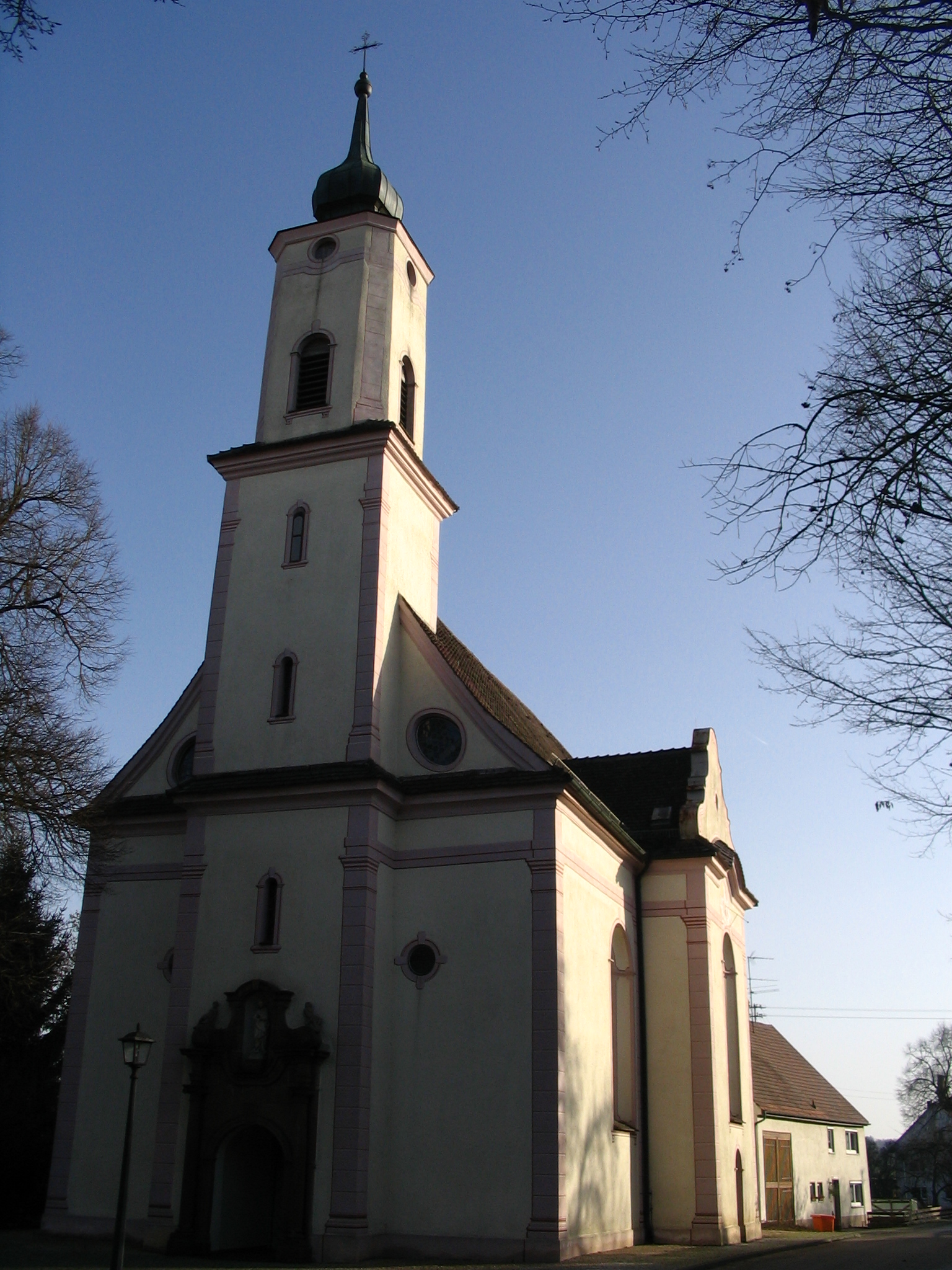
Marienkapelle in Ertingen

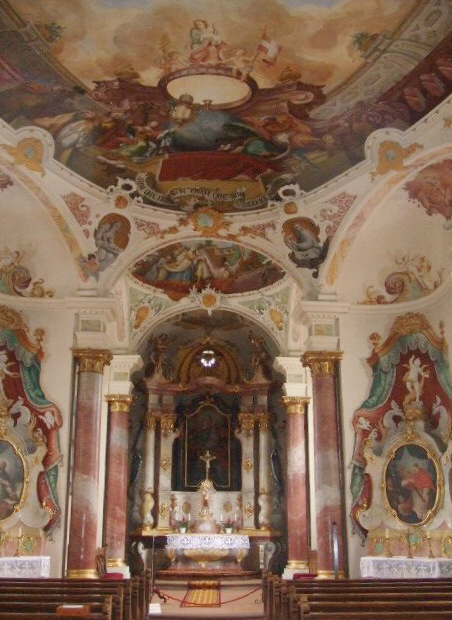
Innenansicht

Die römisch-katholische Marienkapelle steht in Ertingen, einer Landgemeinde im Landkreis Biberach in Baden-Württemberg. Die Kirchengemeinde gehört zum Dekanat Biberach in der Diözese Rottenburg-Stuttgart. Die Kapelle ist beim Landesamt für Denkmalpflege Baden-Württemberg als Baudenkmal eingetragen.

## Beschreibung
Die Votivkirche wurde 1754/55 erbaut. Sie besteht aus einem Langhaus, einem eingezogenen, dreiseitig geschlossenen Chor im Osten, einem kurzen Querschiff in der Mitte des Langhauses und einem dreigeschossigen Fassadenturm, der im Westen in das Langhaus eingestellt und mit einer Zwiebelhaube bedeckt ist. In seinem obersten Geschoss mit abgeschrägten Ecken steht der Glockenstuhl.
Die Fresken an der Decke des Innenraums entstanden 1758. Den Stuck schuf Joseph Anton Feuchtmayer. Zur Kirchenausstattung gehört ein barocker Hochaltar, auf dessen Altarretabel die Heilige Sippe dargestellt ist.
Die Orgel wurde 1980 als Opus 433 von Reiser Orgelbau in ein vorhandenes Gehäuse von 1775 eingebaut. Sie umfasst sechs Register auf einem Manual und Pedal.